# Shallakh
Shallakh (tiếng Ả Rập: شللخ) là một ngôi làng Syria nằm ở Taftanaz Nahiyah ở huyện Idlib, Idlib. Theo Cục Thống kê Trung ương Syria (CBS), Shallakh có dân số 1917 trong cuộc điều tra dân số năm 2004.